# 凯尔·埃文斯·盖伊
凯尔·埃文斯·盖伊（英語：Kyle Evans Gay，1986年6月14日—）为美国政治民主党籍人物及律师，自2025年起担任特拉华州副州长。而此前她曾于2020年至2025年担任特拉华州参议院第五选区议员。

## 早年生活及职业生涯
盖伊出生于特拉华州威尔明顿，在宾夕法尼亚州肯尼特斯奎尔长大，后于2004年毕业于尤宁维尔高中。她于2008年获得布朗大学的国际关系与历史学士学位，并于2012年获得波士顿大学法学院的法律博士学位。
她的法律职业生涯始于在特拉华州司法部门担任副检察长，随后在特拉华州高级法院担任书记员。自2014年以来，她在私人执业中专注于特拉华州法院的商业诉讼，同时为寄养儿童提供无偿法律服务。
盖伊曾参与特拉华州的多种非营利和公民组织。她曾担任特拉华州公共诚信委员会的委员、威尔明顿青年联盟的主席，并共同创立了刺激影响协会（Spur Impact Association），该协会旨在鼓励年轻专业人士参与公民活动。她还担任特拉华州律师基金会的董事会成员。

## 州参议院

### 选举
在2020年，盖伊以支持《特拉华州平等权利修正案》为竞选纲领当选特拉华州参议员。她击败了共和党籍现任议员凯瑟琳·克卢捷，成为40多年来首位在第五选区当选的民主党人。之后她于2022年再度当选连任。

### 任内
她提出并通过了几项立法，其中SB5法案创建了特拉华州机动车辆管理局的自动选民登记系统，SB205法案扩大了公立和特许学校免费女性卫生用品的供应，SB301法案则要求公立大学提供堕胎药物和紧急避孕药物。盖伊还提出了SB343法案，该法案将在特拉华州权利法案中增加生育自由权（包括堕胎权）的条款，但尚未获得委员会批准。此外她还是HB70法案的发起人，该法案主张特拉华州废除死刑。

## 副州长
盖伊2024年在特拉华州副州长选举中击败了共和党提名人露丝·布里格斯·金，成为特拉华州第27任副州长。在整个竞选期间，盖伊始终致力于改革全州的刑事司法系统，增强对生殖权利和自由的保护，并扩大对该州儿童早期保育和教育的资金支持。盖伊随后于2025年1月21日与州长马特·迈耶一同宣誓就职。

## 个人生活
盖伊和她的丈夫奥林以及两个女儿住在紐卡斯爾縣威尔明顿的希瑟布鲁克社区。